# Коллежский асессор
Колле́жский асе́ссор — с 1717 по 1917 год гражданский чин в Русском царстве и в Российской империи, соответствовавший с 24 января 1722 года 8-му классу Табели о рангах.
До 1884 года соответствовал армейскому чину майора, а после отмены майорского чина в армии соответствовал чину капитана. К лицам в чине коллежского асессора применялось обращение «Ваше высокоблагородие». До 1845 года чин давал потомственное дворянство, затем — только личное. Обладатели обычно служили в должности регистратора, секретаря или советника. Знаком различия служили две звезды на двухпросветных петлицах.
Указ 1745 года добавил лицам, не являющимися дворянами, для перехода из 9-го класса требование 12-летнего служебного стажа. В 1809 году получение чина было обусловлено наличием высшего образования либо сдачей специального экзамена. В 1834 году срок выслуги был увеличен, а в 1856 году отменены преимущества по дальнейшему чинопроизводству в зависимости от образования. Сохранилось правило приёма на должность выпускников учебных заведений, готовивших необходимых специалистов.
Название чина происходило от должности асессора (заседателя) в петровских коллегиях; кроме коллегий, асессоры были в Сенате, Синоде, надворных судах и губернских судах, а также губернских правлениях.
В период Кавказской войны для привлечения чиновников на службу в статские учреждения Кавказского наместничества была введена практика производства в коллежские асессоры в упрощённом порядке — без экзаменов на чин и с сокращённой выслугой лет. Получивших таким образом чин и потомственное дворянство молодых чиновников в обществе шутливо называли «кавказскими асессорами».
Жалование коллежского асессора по «Своду уставов о службе гражданской» 1842 года составляло 135 рублей серебром в год (472 с половиной рубля ассигнациями). К 1847 году численность коллежских асессоров в Российской империи составляла 4671 чел.

## Дальнейшее развитие законодательства

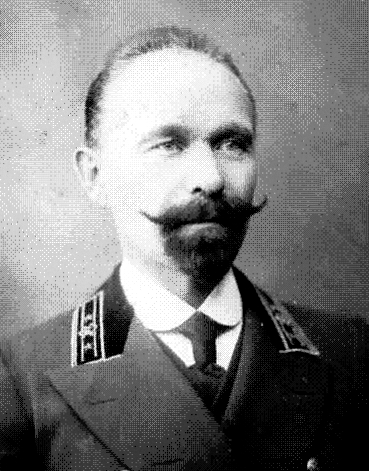
Коллежский асессор В. В. Аргентов (вариант с петлицей к сюртуку и полотнянику)

16 февраля 1790 года Екатерина II подписала указ Сенату «О правилах производства в чины». Согласно ему для тех, кто имел чин 14-го класса, устанавливалось два пути продвижения вверх по лестнице чинов вне зависимости от наличия вакансий: награждение чином за особые заслуги и выслуга определённого числа лет в предыдущем чине (три года). Недворянам для перевода в 8-й класс из предыдущего необходимо было служить 12 лет.
Указ 9 декабря 1799 года устанавливал сроки выслуги в чинах от 9-го до 5-го классов (соответственно 4, 5, 6 и 4 года). Имелось в виду, что пожалование в более высокие чины производится вообще вне правил, по личному усмотрению императора. Снова предусматривалась возможность чинопроизводства за особые заслуги.
Указ Александра I Сенату от 6 августа 1809 года «О правилах производства в чины по гражданской службе и об испытаниях в науках для производства в коллежские асессоры и статские советники» содержал положение о том, что производству в чин коллежского асессора могли подлежать только те лица, которые имели высшее образование либо выдержали экзамен по установленной программе (помимо соответствующей выслуги лет).
Положение 1834 года указывало, что сословная принадлежность учитывалось только при получении чина 8-го класса, дававшего потомственное дворянство. Для недворян срок выслуги для его получения увеличивался независимо от наличия образования. Условием производства в чин коллежского асессора служащих с начальным и средним классом было назначение на должности этих классов.
Закон от 9 декабря 1856 года «О сроках производства в чины по службе гражданской» отменил льготы по выслуге в зависимости от образования и установил общие для всех сроки выслуги для производства в следующий чин (с 8-го по 6-й класс — по четыре года).
Чин прекратил существование с 12 (25) ноября 1917 года — даты вступления в силу Декрета об уничтожении сословий и гражданских чинов.

## Коллежский асессор в русской художественной литературе
- Александр Сергеевич Пушкин в эпиграмме на Александра I, датированной первой половиной 1820-х годов, писал про царя, что «фрунт герою надоел — / Теперь коллежский он асессор / По части иностранных дел!». А поскольку перед этим сказано, что «наш царь лихим был капитаном», то получается, что император как бы оказался произведённым в следующий чин при переходе в другое ведомство.
- В лицейском стихотворении «Товарищам» (1817) А. С. Пушкин писал: «Не рвусь я грудью в капитаны / И не ползу в асессора».
- Николай Васильевич Гоголь. Главный герой повести «Нос» Ковалёв был коллежским асессором, хотя предпочитал называться майором (впоследствии и сам Гоголь дослужился до этого чина). Иван Павлович Яичница из пьесы «Женитьба» носит чин коллежского асессора. В чине коллежского асессора в комедии «Ревизор» выступает судья уездного суда Аммос Фёдорович Ляпкин-Тяпкин.
- Александр Сергеевич Грибоедов. «Горе от ума». Фамусов выхлопотал чин коллежского асессора Молчалину и оказал ему этим большое доверие[9].
- Фёдор Михайлович Достоевский. «Записки из подполья». Главный герой прослужил много лет коллежским асессором, после получил шесть тысяч наследства и сразу вышел в отставку.
- Антон Павлович Чехов. Рассказ «Толстый и тонкий». Один из героев, Порфирий (тонкий), был коллежским асессором: «Служу, милый мой! Коллежским асессором уже второй год и Станислава имею». В рассказе «Душечка» главная героиня Оленька — дочь отставного коллежского асессора, о чём упоминается в начале повествования. В рассказе «Беззаконие» главный герой коллежский асессор Мигуев изменял жене с горничной и полностью был уверен, что та подбросила ему их ребёночка — именно страх за своё положение и должность руководит Мигуевым в его последующих приключениях этого вечера.
- Борис Акунин. Серия исторических детективов «Приключения Эраста Фандорина». Главный герой Эраст Петрович Фандорин в романе «Смерть Ахиллеса» и в книге «Нефритовые чётки» был коллежским асессором.